# ロジポート尼崎
ロジポート尼崎（ロジポートあまがさき）は、兵庫県尼崎市に所在する大規模物流施設。旧称はHUB AMAGASKI（ハブアマガサキ）。旧パナソニック プラズマディスプレイ第5工場（尼崎第3工場）を改修（コンバージョン）された。

## 概要
ワンフロア約1万1千坪の大規模マルチテナント型流通加工施設である。
2007年11月に松下電器産業（現パナソニック）と東レの合弁の松下プラズマディスプレイ（後のパナソニック プラズマディスプレイ）により投資額2,800億円で着工され、2009年4月に「第5工場」（尼崎第3工場）として竣工した。2009年11月から本格稼動したが、2011年10月には生産休止となった。
2014年3月にパナソニック プラズマディスプレイはセンターポイント・ディベロップメント（CPD）、敷地所有者の兵庫県企業庁、尼崎市、関西電力と、建物を流通加工工場として活用する計画の推進に基本合意したと発表し、同月末には20億円で建物をCPDで譲渡する契約を締結した。譲渡は予定の2014年9月から延期されていたが、2015年10月末にCPDが組成する特定目的会社に土地と建物が譲渡された。
CPDにより竹中工務店の設計施工で物流施設への改修が2016年5月に着工され、2017年10月に竣工した。総事業費は約300億円とみられ、改修では大型トレーラーが各階に着車できるランプウェイを増設したことが外観からでも特徴的である。名称は当初「CPD尼崎プロジェクト」という仮称だったが、正式名称は「HUB AMAGASAKI」となった。
2018年9月にラサール不動産投資顧問が組成する尼崎プロパティー特定目的会社に譲渡され、「ロジポート尼崎」に改称された。ラサールロジポート投資法人は、2019年9月に本物件の信託受益権の準共有持分51%を245.82億円、2020年9月に残り49%を236.18億円で取得した（総額482億円）。

## 諸元
- 床形式：1F 低床式、2-6F 高床式（h:1.0m）
- 有効天井高：1F 6.4m、2-6F 6.05～6.10m
- 床荷重：1F 1.5t/㎡、2-6F 0.8t/㎡
- 柱間隔：約16m × 約16m
- トラックバース：1F59台、2-6F各53台、計324台
- 駐車場：約550台（乗用車・トラック合計）
- ランプウェイ
- 交通：阪神高速5号湾岸線 尼崎末広出入口至近
- 最寄り駅：阪神本線 武庫川駅約2.5km、阪神武庫川線 東鳴尾駅約2.2km

## 入居者
- 関通